# Hereford (banda)
Hereford es un grupo musical de rock uruguayo integrado por Diego Martino (guitarra y voz), Guzmán Mendaro (primera guitarra y coros), Frank Lampariello (bajo y voz) y Rodrigo Trobo (batería). Sus inicios se remontan a 1995 cuando cuatro amigos se juntan con la idea de hacer música.
Con el paso de los años, la banda logró definir un sonido que la caracteriza y diferencia de las demás bandas de rock uruguayo. Paralelamente a esto, no es solo el sonido característico el que diferencia a esta banda de las demás, sino también su público. Hereford no se ha caracterizado por ser una banda que mueva masas. Ha logrado, en cambio, un público bastante familiar que se reencuentra en cada show.

## Historia
Los comienzos de la banda se remontan a 1995, por un grupo de amigos con la intención de hacer música y divertirse. Los encuentros se convierten cada vez más en ensayos formales, comienzan a componer temas propios y meses después se lanzan a tocar en vivo. En septiembre de ese mismo año debutan en un concurso de bandas del boliche “La Base”, y en el resto del año siguen tocando en distintos pubs de Montevideo.
Ya en el verano de 1996, Hereford brinda una serie de shows en la costa este de Uruguay, más precisamente en Piriápolis, Punta del Este, José Ignacio, Atlántida y La Paloma. En el correr del año la banda se proyecta a otros lugares del interior del país como Rivera, Canelones, San José y Minas.
En octubre, la banda publica su primer compacto, Cuatro estómagos. Incluye trece temas propios y una versión de All Right Now del grupo Free, titulado Todo está bien. La grabación, producción, edición y difusión del disco fue realizada en forma independiente por el propio grupo.
Las repercusiones no tardaron en llegar, tanto así que BMG Uruguay se interesa por el material de Hereford, e incluye dos temas de la banda en el compilado Viejo Jack Rock & Pop. Perdición y Hombre de atrás son los elegidos, siendo remasterizados en el estudio Mr. Master de Buenos Aires.
En 1998, la banda tuvo su primera prueba de fuego, abriendo el espectáculo de Maná en Montevideo, interpretando varios de sus éxitos y demostrando un excelente dominio de grandes escenarios. En ese año también actuaron con gran éxito en Rock en ROU en el Estadio Centenario, y en Rock de Acá I en el Teatro de Verano de Montevideo.
En septiembre publican su segunda producción discográfica, El verdugo de tus sueños, grabado en los estudios Del cielito en Buenos Aires, bajo la supervisión de Gustavo Gauvry y masterizado por Mario Siperman, tecladista de los Fabulosos Cadillacs. El mismo cuenta con la participación especial de Juanse, líder de Los Ratones Paranoicos, en el tema Perder, primer corte de difusión del disco.
Durante 1999, Hereford realiza una gira por todo el país junto a Los Traidores, mítica banda uruguaya. Empiezan a trascender fronteras y tocan en Argentina, primero con Blues Motel en el Show Center de Haedo, y luego en el Estadio de Obras Sanitarias en Buenos Aires junto a Viejas Locas, producto de un intercambio de bandas que luego volvería a juntar a estos dos grupos en Montevideo.
En los comienzos del nuevo siglo, la banda se encuentra en la grabación de Documentado, su tercer producción discográfica, un disco en vivo grabado en abril de 2000 en el boliche Viejo Jack, y lanzado en 2001. El material contiene todos sus clásicos, dos temas inéditos y un cover de AC/DC. Como novedad, el CD cuenta con un track interactivo para PC.
En mayo de 2001, Hereford emprende la mayor gira de su historia, llamada "Gira Documentado", tocando en todo Montevideo (pubs, boliches, clubes y teatros) y en gran parte del interior del país.
Luego del éxito de Documentado, Hereford se vuelca a nuevas experiencias musicales con un show acústico en La Petrolera de Atlántida. El éxito obtenido en el show "Unplugged" dio lugar a la realización de otro recital acústico, mucho más ambicioso, realizado el 11 de abril de 2002 en la Sala Zitarrosa, (600 espectadores) que terminaría en una serie de 3 más por entradas agotadas. El show contaba con un cuarteto de cámara (2 violines, 1 viola y 1 violoncello) y Martín Paladino como tecladista invitado. Estos shows serían grabados y publicados en su cuarto CD, Documentado electroacústico. Este material incluye 13 versiones de temas anteriores más un tema inédito, titulado Lo más simple de las cosas, que rápidamente alcanzaría los primeros lugares en los diferentes rankings de rock nacional. La actuación también fue filmada para la realización de un programa especial para TV.
En noviembre de ese mismo año, Hereford es invitado a participar del mega-festival 1.er Latin Rock Festival Bud Light en Miami, (Estados Unidos) compartiendo escenario con bandas como Los Piojos y El Tri (México) entre otros.
En verano del 2003, Hereford organiza su “Gira de Verano 2003”, una serie de conciertos al aire libre en las playas de los principales balnearios de Uruguay con gran aceptación popular y miles de personas en cada show. El 15 de enero se presentan junto a Dsus4 y Cursi en el ciclo Sprite de toque organizado por Sprite y la fm M1 en la explanada del Museo Oceanográfico. Más tarde, en otoño-invierno, realiza la "Gira Acústica y Solidaria" en donde la banda se presenta en los principales Teatros del Interior de Uruguay, fijando como entrada al espectáculo un alimento no perecedero para ayudar a los comedores infantiles del interior. La gira es un éxito, recaudándose más de 5 toneladas de alimentos. El Cierre de Gira se realiza en la Sala Zitarrosa en Montevideo
En octubre se presenta en el Pilsen Rock en la ciudad de Durazno, junto con bandas como Buitres, Trotsky Vengarán, La Renga, Once Tiros y No Te Va Gustar, entre otras. Bajo lluvia torrencial "agitan" a más de 35 mil personas.
En diciembre, la revista Sábado Show del diario El País galardona a Hereford como Banda del año 2003. También en diciembre, la banda edita su quinto disco denominado La Corona del Rey, grabado en Estudios Arizona y mezclado en los Estudios Circo Beat (Buenos Aires).
En junio de 2004 se produce la presentación oficial de La Corona del Rey, agotando 3 funciones en la Sala Movie Center, (con capacidad de 650 personas) con un espectáculo de interacción con imágenes proyectadas. Las críticas de los medios especializados no pudieron ser mejores, llegando a describir a la serie de recitales como algo nunca visto por estos lados y un show internacional. Este show es grabado y filmado y se comienza a editar para lo que sería el primer material en formato DVD de la banda. Cierto, primer corte de difusión de La Corona del Rey, recibe un premio Graffiti como tema del año.
En agosto, Hereford se embarca en su segunda gira solidaria denominada "La Corona del Rey en gira", llevando su espectáculo audio-visual a los principales puntos del Uruguay, y recaudando alimentos para los más necesitados.
En septiembre reciben el Premio Iris de Bronce otorgado por la Revista Sábado Show del diario El País como grupo del año. En ese mismo año la banda participó en grandes festivales, como las ediciones del Quilmes Rock y Pilsen Rock en Paraguay (30 mil y 55 mil personas, respectivamente) y del Quilmes Rock en Buenos Aires, compartiendo escenario con Carajo, Massacre y Cabezones, entre otros.
En octubre, Pop Art pone en circulación por primera vez en Argentina el corte de difusión Bienvenida al Show en los promocionales del sello y sus tortas de video clips. Sale a la venta en Argentina su disco Documentado, con distribución de Pop Art, lo que consolida a Hereford como una banda que trasciende fronteras.
En noviembre la banda se presenta en la segunda edición del Pilsen Rock (Uruguay), que tuvo prácticamente el doble de espectadores que el año anterior, presentándose frente a casi 60.000 personas. Durante lo que resta del año la banda se sigue presentando en los diferentes lugares del país.
Terminan el año el miércoles 29 de diciembre con un recital devuelta en la Sala Movie Center, siendo la entrada canjeada con un alimento no perecedero con un lleno total.
Ya en el verano de 2005, la banda realiza giras en la costa uruguaya presentando las canciones de su nuevo trabajo más todos sus clásicos. La Corona del Rey llega a Disco de oro en ventas y para celebrar Hereford llena Área Montevideo, con un show de 2 horas y media e invitados de lujo incluidos.
Se pone en marcha lo que sería la 3.ª Gira Solidaria por el interior del país, llevando un espectáculo similar al del año anterior, con algunas modificaciones en el repertorio y en la parte interactiva del show. Paralelamente durante todo este año Hereford se presenta en la ciudad de Buenos Aires en varias ocasiones junto a bandas como Villanos, Guasones, Pier y La Mancha de Rolando, bandas que también se presentarían en Montevideo en calidad de intercambio.
Pop Art edita en Buenos Aires La Corona del Rey, poniendo en rotación los videos de Cierto, Ya no habrá quien y La Corona del Rey. Ya sobre octubre y noviembre de ese año, Hereford empieza a componer canciones y a proyectarse hacia un nuevo trabajo discográfico.
La banda se presenta durante todo el verano de 2006 en los diferentes balnearios de la costa uruguaya, en varias actuaciones junto a La Mancha de Rolando. Esta banda invita a Hereford a una gira por la costa argentina y por el interior del país. Durante la segunda mitad del mes de enero, Hereford se presenta en festivales como el Gesell Rock en Villa Gesell, Mar del Plata, San Bernardo, Guatrache (La Pampa) y finalizando en Córdoba con el Cosquín Rock. Durante ese año la banda se dedica a la producción de su sexto trabajo discográfico y a la edición del DVD grabado en el 2004.
Así es que hacia finales del año se publica Hereford - DVD, grabado en vivo en la presentación oficial de La Corona del Rey, y que incluye 22 temas más 6 extras (entre ellos los videos anteriormente mencionados).
Y también se publicó su sexto álbum, Ruido. Es el cuarto disco de estudio de la banda, y fue grabado en julio de 2006, luego de 8 meses de ensayo y preproducción. La banda dice ser objetiva cuando afirma que Ruido es el mejor trabajo de Hereford. Fue grabado en Estudios Del Cielito por Gustavo Gauvry y masterizado en Montevideo por Daniel Baez. La producción ejecutiva estuvo a cargo de Hereford y la preproducción a cargo de Hereford y Federico Langwagen. Ellos mismos lo describen como un disco más introspectivo, con composiciones más maduras y mejores arreglos, pero con el sello de siempre.
En mayo del 2007 se produce la presentación de Ruido en el Cine Teatro Plaza, lo que había sido catalogado por sus integrantes como el toque más importante hasta el momento, ya que se trataba de su primer recital en el Plaza. Hereford no defraudó y deleitó a los espectadores con un show muy bien pensado y ejecutado.
Luego vendría la actuación ante unas 100 000 personas en el Pilsen Rock 5, evento que también contó con la presencia de, entre otras bandas, Catupecu Machu, Bersuit Vergarabat, Trotsky Vengarán y Buitres. Cabe recordar que junto con estas dos últimas bandas, Hereford es uno de los grupos que ha estado en todas las ediciones del Pilsen Rock.
En noviembre se produjo una nueva actuación en el Cine Teatro Plaza, con un público de unas 1300 personas, en otro de los shows que quedarán en el recuerdo de todos los fanáticos herefordianos.
Y para cerrar el año tocó en el estadio auxiliar de Ferro como teloneros de El Bordo el 22 de diciembre de ese año ante más de 6.500 personas
Ya en el 2008, la banda se embarcó en un nuevo proyecto. Luego de una invitación para tocar en el Auditorio de la Torre de las Comunicaciones, decidieron brindar un show electroacústico, con temas de los últimos dos discos. El resultado fue tan bueno que los integrantes decidieron armar un gran espectáculo para mediados de julio, lo que derivaría en el show "Electroacústico 2008", que consistió en dos recitales en la Sala Teatro Moviecenter.
Pasado un tiempo, en una reunión de amigos y músicos, escucharon las grabaciones de estos últimos conciertos e incentivados por la calidad de los mismos, se les ocurrió volcar los registros a un disco compacto. Y así nació De cerca, séptimo disco de Hereford, con 10 temas de Ruido, 4 de La Corona del Rey, más dos clásicos como Músicas tibias (El verdugo de tus sueños) y El diablo y el ángel (Cuatro estómagos), un tema inédito (De cerca) y una versión del tango La Cumparsita.
El 4 de setiembre de 2010 sale a luz su último trabajo discográfico, Manual de Otro.

### Separación
En enero de 2013, el bajista y cantante Frank Lampariello anunció en su cuenta de Facebook que dejaba la banda, lo que probablemente repercutió en su posterior disolución. La banda tocó en vivo por última vez en los espectáculos pactados en los primeros meses del 2013.
Desde entonces Frank Lampariello es miembro de la banda de rock HDP's como bajista y cantante junto a Claudio Pintos (guitarra) y Leo Varga (Batería).
Diego Martino, en cambio, se embarcó en un proyecto solista y presentó en noviembre de 2014 su primer trabajo "Martino" en el Teatro Movie de Montevideo al que asistieron sus excompañeros: Guzmán Mendaro y Rodrigo Trobo tocaron como artistas invitados y Frank Lampariello siguió el show desde la platea. El 21 de marzo de 2015 su banda abrió el show de No Te Va Gustar en el Velódromo Municipal Atilio François en Montevideo ante más de 11 000 personas y acompañó con guitarra y/o voz en varias canciones de ellos.
Por su lado, Guzmán Mendaro graba, junto a Alejandro Spuntone -vocalista de La Trampa-, "Estado Natural" (Bizarro Records, 2013), disco tributo a las bandas uruguayas.

### Vuelta a los escenarios
En mayo de 2023 en redes sociales, la banda anticipó con un críptico video que abrió una cuenta en Instagram, y un día después informó: “Queridos amigos, ¡nos llena de emoción decirles que la espera terminó! ¡Estamos muy felices de anunciar que nos volveremos a ver las almas después de una década!”. Unos días más tarde anunciaron que volverían para, en principio, un único concierto el 25 noviembre de 2023 en el Teatro de Verano. 
En enero de 2024 participan del festival por los 300 años de la fundación de Montevideo.

## Discografía

### Discos de estudio
- Cuatro estómagos (1996)
- El verdugo de tus sueños (1999)
- La Corona del Rey (2003)
- Ruido (2006)
- Manual de Otro (2010)

### Discos en vivo
- Documentado (2000)
- Documentado electroacústico (2002)
- De cerca (2008)

### Colectivos
- Viejo Jack Rock & Pop (1997)

### DVD
- Hereford - DVD (2006)

## Equipamiento musical
- Diego Martino utiliza generalmente las siguientes guitarras y equipos:
  - Fender Telecaster
  - Gibson Les Paul
  - Equipos Marshall
  - Equipos Laney
- Guzmán Mendaro utiliza generalmente y/o ha utilizado en diferentes ocasiones:
  - Ibanez Studio ST100
  - Gibson SG
  - Fender Stratocaster americana
  - Laney VH100R
  - Wah-Wah Cry Baby
  - Chorus Ibañez CS-5
  - MXR Phase 90
  - Delay
- Frank Lampariello:
  - Bajo Fender 5 cuerdas
- Rodrigo Trobo
  - Gretsch
  - Palos C.Ibañez
  - Platos Sabian y Zildjian